# Terz (Einheit)
Terz, auch Third, war ein englisches Längenmaß.
- 1 Terz = 1/1728 Inch = 0,00147 Zentimeter